# هوئدی
شهر هوئدی (به رومانیایی: Huedin) در شهرستان کلو در کشور رومانی واقع شده‌است. جمعیت این شهر ۹٬۹۵۵ نفر  است.

## نگارخانه

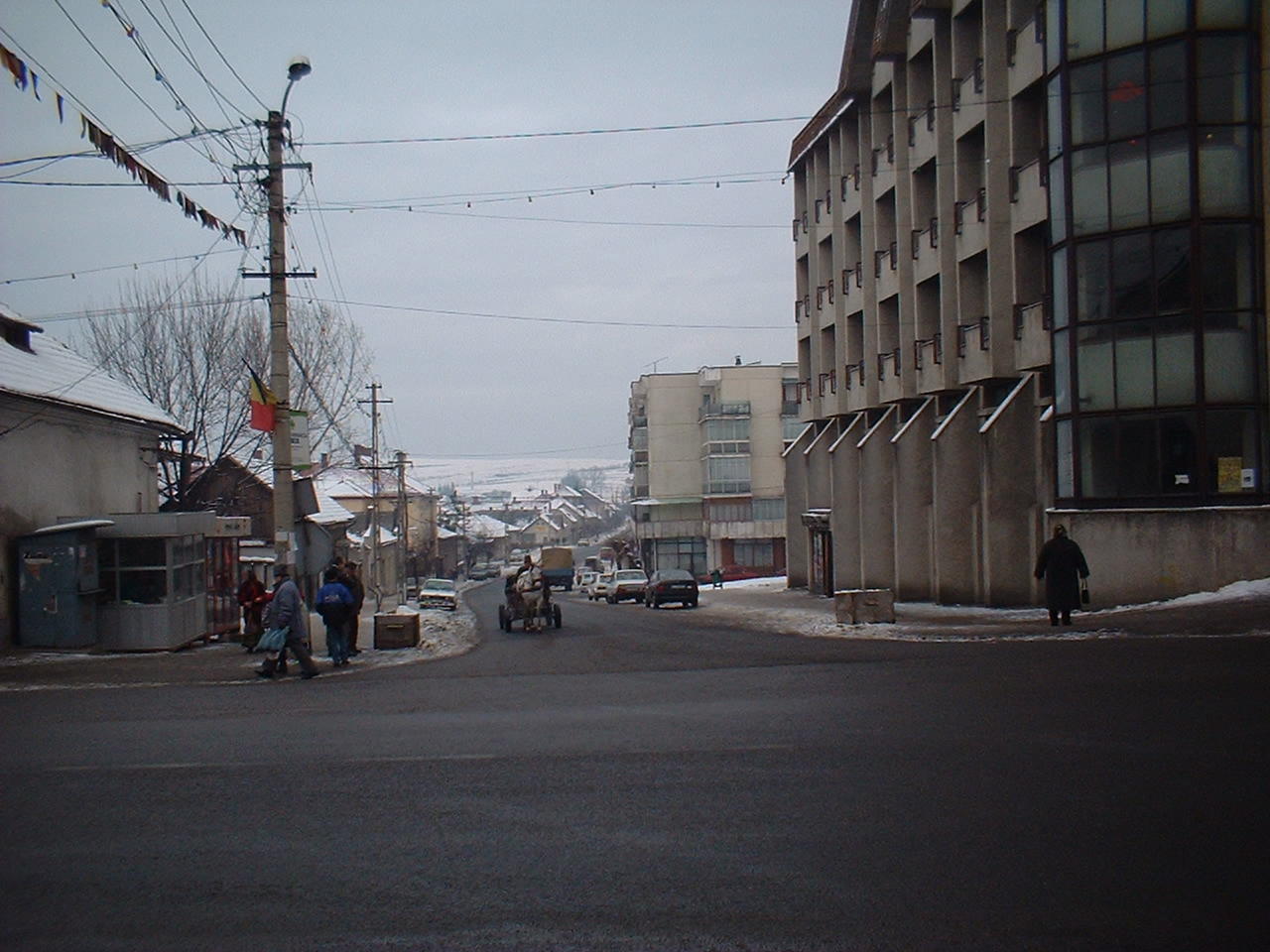
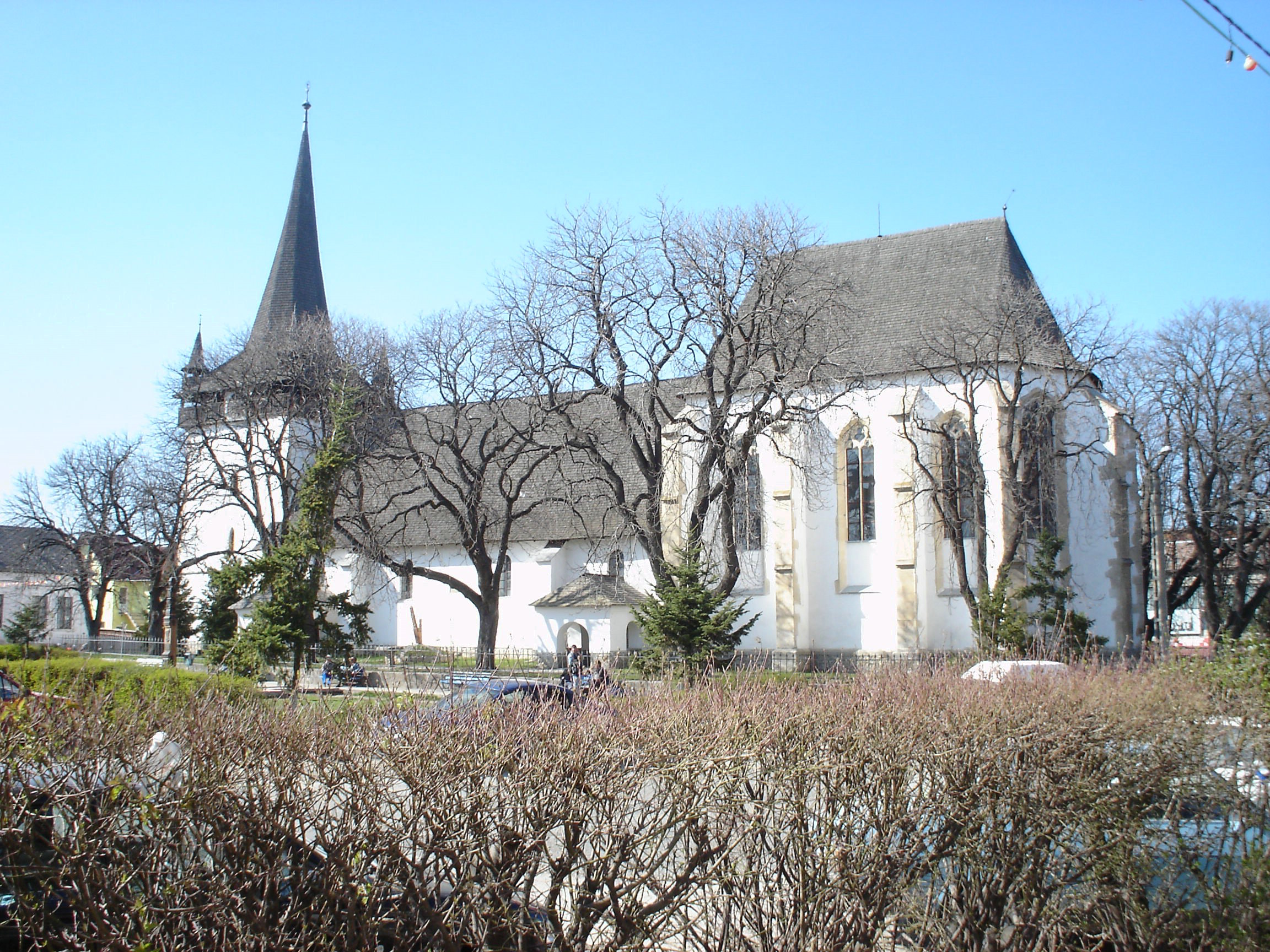